# Begonia alice-clarkae
Begonia alice-clarkae là một loài thực vật có hoa trong họ Thu hải đường. Loài này được Ziesenh. mô tả khoa học đầu tiên năm 1976.